# وهیشتوایشت‌گاه
وَهیشتوایشْت‌گاه نام پنجمین روز از پنج روز اندرگاه است که آن را به نام پنجمین سرود از گاهان پنجگانه زرتشت خوانده‌اند.
این سرود که وهیشتویشتی (Vahishtoishti)» نام دارد دربرگیرنده یسن ۵۳ است.